# Нойзес
Нойзес (нім. Neusäß) — місто в Німеччині, знаходиться в землі Баварія. Підпорядковується адміністративному округу Швабія. Входить до складу району Аугсбург.
Площа — 25,14 км2. Населення становить 22 482 ос. (станом на 31 грудня 2020).